# Yang Xinfang
Yang Xinfang (chinesisch 杨新芳, * um 1965) ist eine ehemalige Badmintonspielerin aus der Volksrepublik China.

## Karriere
Yang Xinfang gewann 1987 die Bronzemedaille im Mixed bei der Weltmeisterschaft gemeinsam mit He Yiming. Bei der Weltmeisterschaft 1989 konnte sie noch einmal Bronze im Mixed erkämpfen, diesmal mit Wu Chibing an ihrer Seite.
Schon 1985 kann sie erste Berufungen in das chinesische Nationalteam vorweisen, wo sie an zwei Länderspielen gegen England und Schottland teilnahm. Bei der 3:4-Niederlage gegen England verlor auch Yang Xinfang ihre Mixed-Partie mit He Yiming gegen Dipak Tailor und Gillian Gowers mit 0:15 und 16:17. Im Spiel gegen Schottland, was 7:3 gewonnen wurde, siegte sie im Mixed gegen Travers und Nairn mit 10:15, 15:3 und 15:8.

## Sportliche Erfolge
| Saison | Veranstaltung     | Disziplin   | Platz | Name                      |
| ------ | ----------------- | ----------- | ----- | ------------------------- |
| 1983   | Victor Cup        | Dameneinzel | 2     | Yang Xinfang              |
| 1987   | Weltmeisterschaft | Mixed       | 3     | He Yiming / Yang Xinfang  |
| 1988   | US Open           | Mixed       | 2     | Lee Xiong / Yang Xinfang  |
| 1989   | Weltmeisterschaft | Mixed       | 3     | Wu Chibing / Yang Xinfang |